# Adelges
Adelges är ett släkte av insekter som beskrevs av Jean Nicolas Vallot 1936. Adelges ingår i familjen barrlöss.

## Bildgalleri

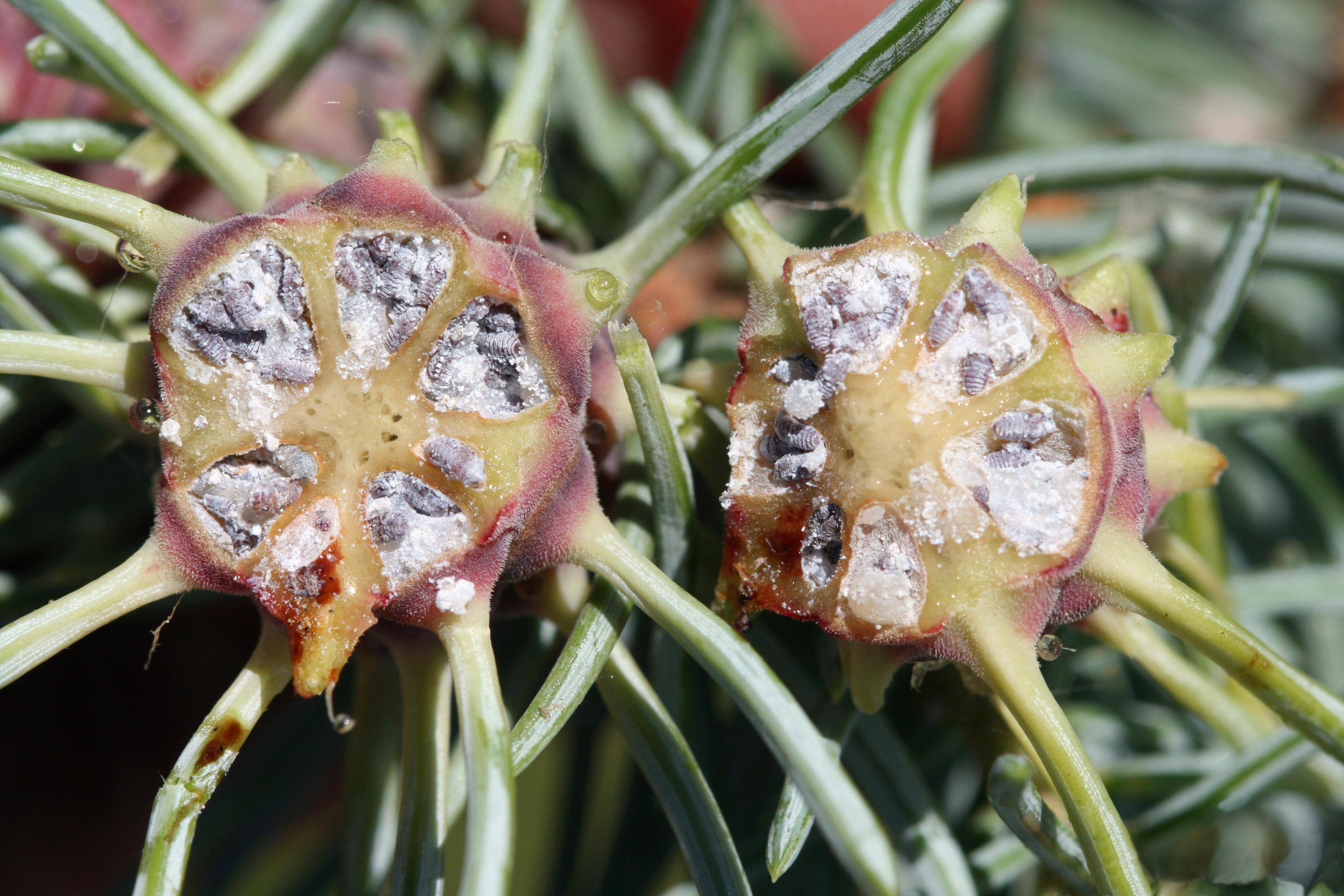
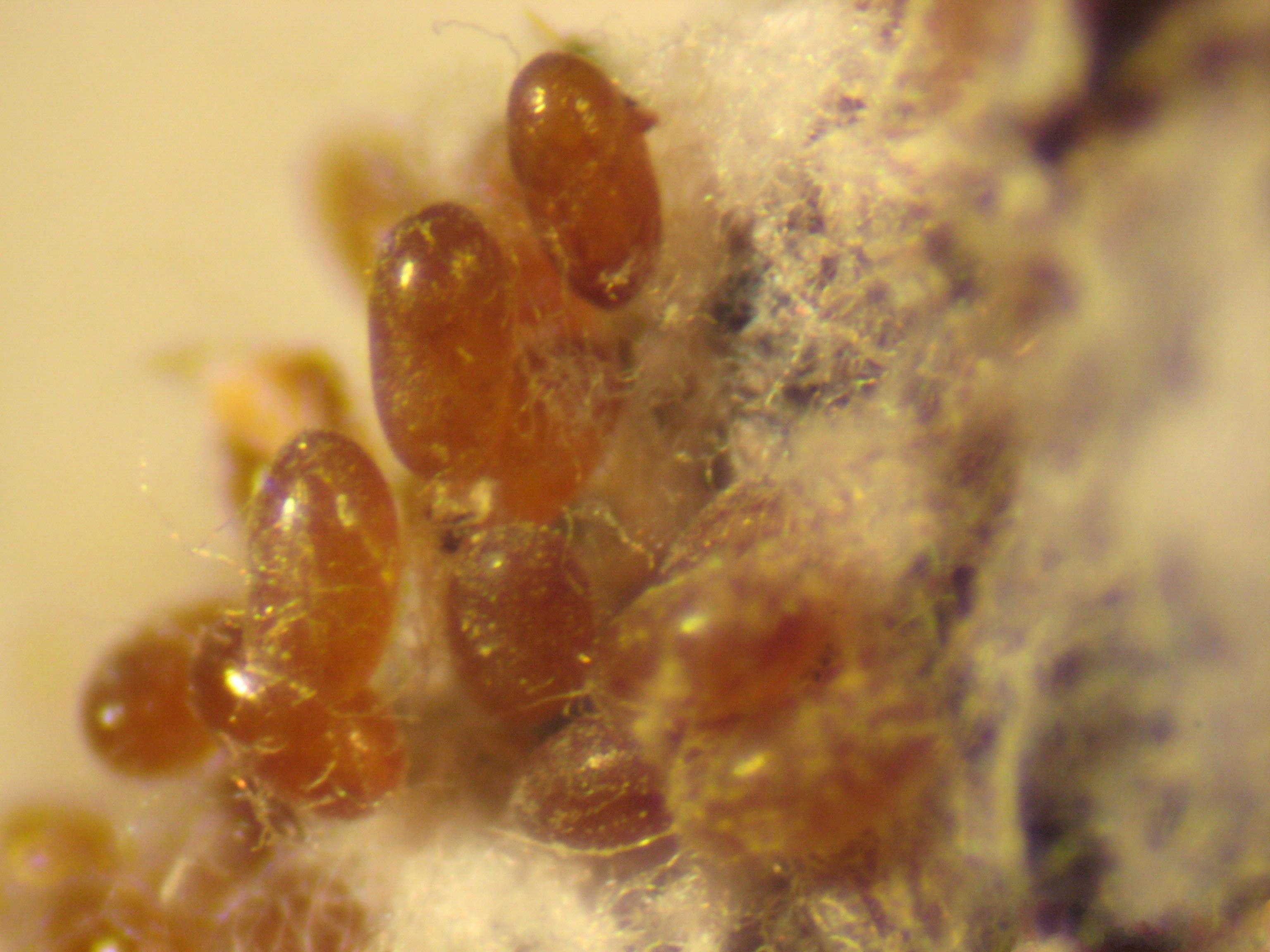

## Dottertaxa tillAdelges, i alfabetisk ordning[1][2]
- Adelges abietis
- Adelges abietispiceae
- Adelges aenigmaticus
- Adelges atratus
- Adelges coniferarum
- Adelges consolidatus
- Adelges cooleyi
- Adelges corticalis
- Adelges coweni
- Adelges diversis
- Adelges funitectus
- Adelges geniculatus
- Adelges glandulae
- Adelges isedakii
- Adelges japonicus
- Adelges joshii
- Adelges karafutonis
- Adelges karamatsui
- Adelges kitamiensis
- Adelges knucheli
- Adelges lapidarius
- Adelges lapponicus
- Adelges lariceti
- Adelges lariciatus
- Adelges laricifoliae
- Adelges laricis
- Adelges merkeri
- Adelges nebrodensis
- Adelges nordmannianae
- Adelges obtectus
- Adelges occidentalis
- Adelges oregonensis
- Adelges pectinatae
- Adelges piceae
- Adelges pindrowi
- Adelges pinicorticis
- Adelges podocarpi
- Adelges praecox
- Adelges prelli
- Adelges roseigallis
- Adelges schneideri
- Adelges segregis
- Adelges tadomatsui
- Adelges tardoides
- Adelges tardus
- Adelges torii
- Adelges tsugae
- Adelges viridana
- Adelges viridis
- Adelges viridula